# Jelena Krasna
Jelena Adolfowna Krasna, ros. Елена Адольфовна Красная (ur. 1900 w Krakowie, zm. 10 września 1937 w Moskwie) – polska działaczka komunistyczna, funkcjonariusz sowieckich służb specjalnych.

## Życiorys
Urodziła się pod nazwiskiem Starke. W 1917 r. ukończyła gimnazjum w Krakowie, po czym rozpoczęła studia prawnicze na Uniwersytecie Jagiellońskim. W 1919 r. wstąpiła do Komunistycznej Partii Robotniczej Polski. Prowadziła działalność propagandową. W maju 1920 r. wyjechała do Szwajcarii. We wrześniu tego roku powróciła do Polski. W 1921 r. przybyła do Rosji Sowieckiej, gdzie wstąpiła do CzeKa. Wysłano ją do Czechosłowacji w celu prowadzenia nielegalnej działalności wywiadowczej. Po aresztowaniu i wypuszczeniu wolność przedostała się do Austrii. Przez pewien czas ukrywała się w Belgii i Czechosłowacji. W sierpniu 1922 r. powróciła do Rosji Sowieckiej. Służyła w Oddziale Zagranicznym OGPU. Wyszła za mąż za wywiadowcę Józefa Krasnego. Wysłano ją do wiedeńskiej rezydentury OGPU. W latach 1925–1928 kierowała wydziałem angielskim INO OGPU. Od 1929 r. pracowała w drukarni, zaś od 1930 r. była specjalistką ds. kolektywizacji w kitajgorskim i proskurowskim rejonach pogranicznych. Od 1934 r. wykładała literaturę w Instytucie Czerwonej Profesury i Instytucie Pedagogicznym Nowych Języków w Moskwie. Otrzymała stopień docenta. Na początku lutego 1937 r. została aresztowana przez NKWD. Po procesie skazano ją na karę śmierci, wykonaną przez rozstrzelanie w poł. września tego roku.